# With a Little Help from My Friends (Joe Cocker)
With a Little Help from My Friends is het debuutalbum van de Engelse blueszanger Joe Cocker, uitgebracht in 1969. 
Het album bevat een verzameling van vooral cover-uitvoeringen van songs van andere artiesten, onder wie Bob Dylan, aangevuld met enkele eigen composities van hemzelf en Chris Stainton. Het titelnummer is geschreven door John Lennon en Paul McCartney en oorspronkelijk uitgevoerd in 1967 door The Beatles op hun album Sgt. Pepper's Lonely Hearts Club Band. De uitvoering van dit titelnummer, waaraan Cocker met zijn typerend rauw stemgeluid een eigen cachet wist te geven, en ook die van de andere nummers op de plaat gelden als de meest geslaagde covers in de popmuziek.
Aan het album werd meegewerkt door een keur aan bekende popmuzikanten en -zangers, zoals Tony Visconti, Jimmy Page, Steve Winwood, Madeline Bell en Rosetta Hightower.
Kort na de verschijning van dit album was het optreden van Cocker op het Woodstock-festival, dat geldt als zijn definitieve doorbraak.

## Tracks
A-kant
1. "Feeling Alright" –4:10
2. "Bye Bye Blackbird" –3:27
3. "Change in Louise" –3:22 (eigen compositie)
4. "Marjorine" –2:38 (eigen compositie)
5. "Just Like a Woman" –5:17 (Bob Dylan)

B-kant
1. "Do I Still Figure in Your Life?" –3:59
2. "Sandpaper Cadillac" –3:16 (eigen compositie)
3. "Don't Let Me Be Misunderstood" –4:41
4. "With a Little Help from My Friends" –5:11 (Lennon & McCartney)
5. "I Shall Be Released" – 4:35 (Bob Dylan)